# Wilhelm Gliese
Wilhelm Gliese (ur. 21 czerwca 1915 w Złotoryi (dawniej Goldberg), zm. 12 czerwca 1993 w Heidelbergu) – niemiecki astronom, specjalizujący się w badaniu i katalogowaniu najbliższych gwiazd.
Rodzinny dom Wilhelma Gliese mieści się w miejscowości Złotoryja ul. Sienkiewicza 6 dawniej zwana Kamcke Straße.

## Życiorys
Był synem sędziego, Wilhelma Gliese. Studia astronomiczne rozpoczął w 1933 na Uniwersytecie Wrocławskim, a następnie kontynuował je na uniwersytecie w Berlinie. Pracował w Astronomicznym Instytucie Obliczeniowym (Astronomisches Rechen-Institut), początkowo w Berlinie, następnie w Heidelbergu. Jeszcze w czasie studiów holenderski astronom Peter van de Kamp zainteresował go tematyką bliskich gwiazd, któremu to zagadnieniu poświęcił resztę swojego życia.
28 czerwca 1940 roku obronił pracę doktorską Określenie ruchu Słońca i rotacji Galaktyki na podstawie ruchów własnych z katalogu FK3 (promotorem pracy był prof. August Kopff).
Jego praca naukowa została przerwana przez II wojnę światową, podczas której w 1942 roku został powołany do wojska (Wehrmacht) i wysłany na front wschodni. W 1945 roku dostał się do niewoli sowieckiej, z której został zwolniony dopiero w 1949. Powrócił wtedy do pracy w instytucie, który po wojnie został przeniesiony do Heidelbergu. Od końca lat 50 był zaangażowany w tworzenie katalogów fundamentalnych gwiazd (FK4 i FK5). Pomimo formalnego przejścia na emeryturę w 1980, pozostawał aktywny naukowo aż do swojej śmierci w 1993 roku.

## Katalog bliskich gwiazd
Gliese jest najbardziej znany z katalogu bliskich gwiazd, opublikowanego po raz pierwszy w 1957 i ponownie w 1969. Wiele potocznie używanych nazw bliskich gwiazd pochodzi od tego katalogu i przypisanego im tam numeru, np. Gliese 581 i Gliese 710. Gwiazdy z katalogu Gliesego są obiektem zainteresowania m.in. astronomów zajmujących się tematyką kometarną, ponieważ ze względu na ich niewielką odległość od Słońca niektóre z nich mogły (lub w stosunkowo niedługim czasie będą mogły) perturbować ruch komet należących do obłoku Oorta. Gliese opublikował dwa suplementy swojego katalogu, w 1979 i 1991 roku, we współpracy z Hartmutem Jahreißem. Jahreiß był autorem nekrologu Gliesego napisanego po jego śmierci w 1993.

## Upamiętnienie
Nazwiskiem Gliesego nazwano planetoidę (1823) Gliese.